# Clubiona chikunii
Clubiona chikunii este o specie de păianjeni din genul Clubiona, familia Clubionidae, descrisă de Hayashi, 1986. Conform Catalogue of Life specia Clubiona chikunii nu are subspecii cunoscute.